# 375-я стрелковая дивизия
375-я стрелковая дивизия — стрелковое соединение РККА Вооружённых сил Союза ССР, в период Великой Отечественной войны.
Стрелковая дивизия сформирована в Уральском военном округе (Свердловской области) в августе — сентябре 1941 года. Участник битвы за Москву, Калинин, Ржев, в битве под Курском, в освобождении Харькова, Белгорода, форсировании Днепра, Корсунь-Шевченковской операции, освобождении Румынии, Венгрии, Словакии, Чехии. Действительное наименование, применяемое в рабочих документах:
- полное — 375-я Харьковско-Бухарестская Краснознамённая стрелковая дивизия;
- укороченное — 375-я стрелковая дивизия;
- сокращённое — 375 сд.

## История
Дивизия начала формироваться в августе 1941 года в Свердловской области в Еланских военных лагерях под городом Камышлов.
В первой половине сентября 1941 года стрелковое формирование приступило к регулярной боевой подготовке.
17 ноября 1941 год 20 эшелонов с командирами и бойцами 375-й дивизии стали прибывать в Ярославскую область. Дивизия стрелков разместилась под Ярославлем и Даниловом.
По решению Ставки дивизия была передана в состав 29-й армии Калининского фронта. 10 — 15 декабря части дивизии, погрузившись в эшелоны, двинулись из Ярославля в направлении на город Калинин (будет освобожден 16.12.1941 г.).

### 1941—1942 гг. Ржевская битва

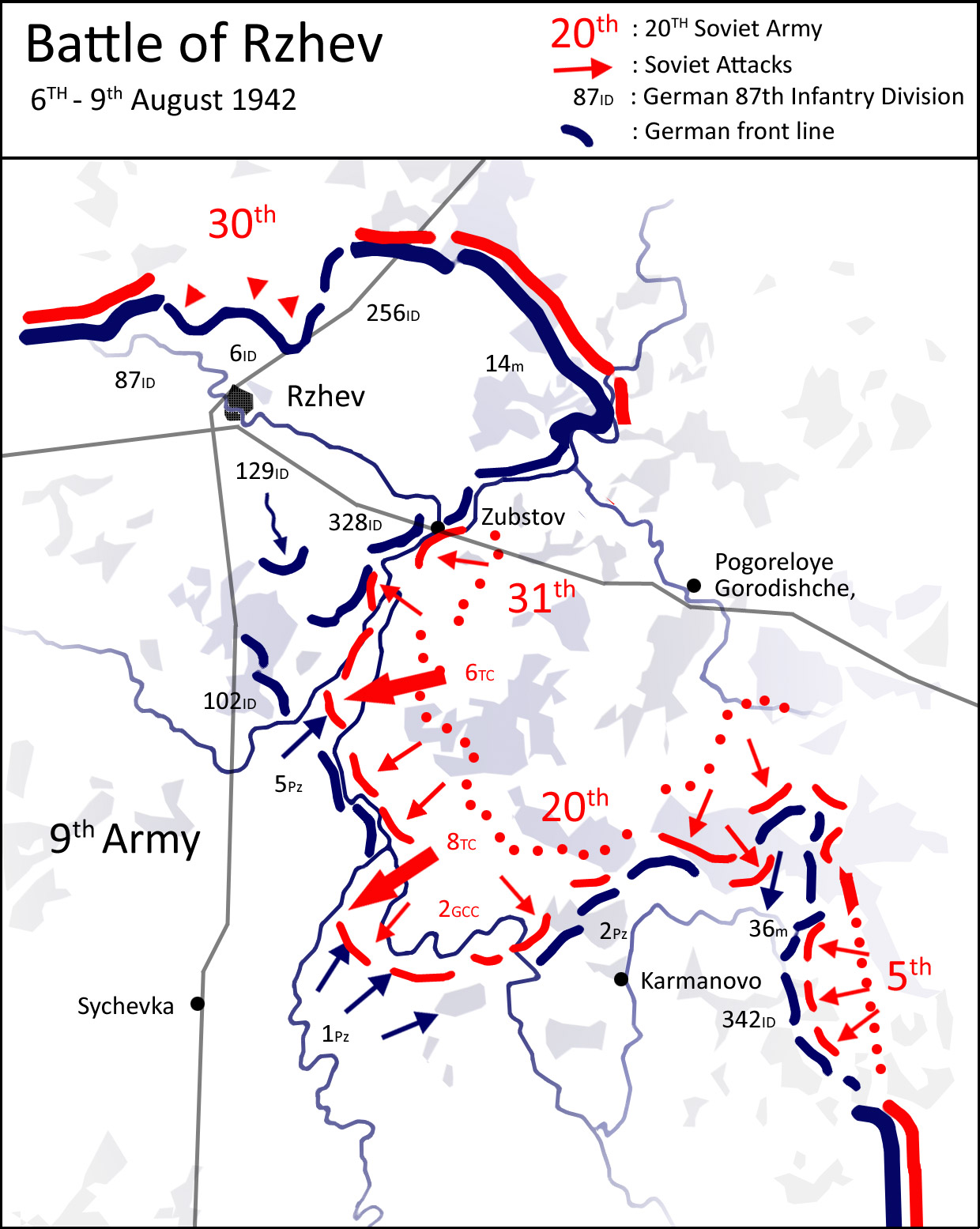
Ржевская битва. 6 — 9 августа 1942 года

16 декабря 1941 года дивизия вступила в первый бой: форсировала за Калинином Волгу, освободила населенные пункты Опарино, Андрейково, Гальяновка, Шалайково, Даниловское, Дешевкино, совхоз «Большевик» и другие. В этот день войска противника были вынуждены оставить город Калинин.
Взаимодействуя с 252-й и 246-й стрелковыми дивизиями, 1 января 1942 года, части дивизии в составе 30-й армии освободили город Старица.
В 1942 году дивизия в составе 30-й армии Калининского фронта (генерал-майор Д. Д. Лелюшенко) участвовала в Ржевско-Вяземской наступательной операции (8.01. — 20.04.1942).
22 — 29 января 1942 г. дивизия провела успешную наступательную операцию в районе Клепенино, Ножкино, Тимонцево. В конце февраля она участвовала в боях в районе Ченцово.

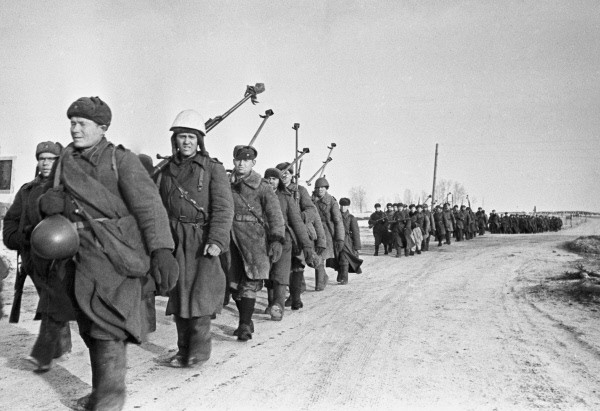
Бойцы противотанкового истребительного батальона после освобождения Ржева направляются под Вязьму. 4 марта 1943 года

12 марта дивизия успешно наступала в районе Паново — Овсянниково и освободила ряд деревень.
23 — 29 марта дивизия была выведена на отдых и пополнение.
31 мая-2 июня 1942 года дивизия была переброшена в район Клина.
В ходе Первой Ржевско-Сычёвской операции (30 июля — 1 октября 1942 г.) 29-я армия участвовала в осуществлении Ржевско- Зубцовской операции. В результате операции предполагалось овладеть городами Ржев, Зубцов, Сычёвка, Гжатск, а также Вязьмой и прочно закрепиться на рубеже рек Волга, Гжать и Вазуза.
Наступление на участке 30-й и 29-й армий началось 30 июля 1942 года после проливных дождей, крайне затруднивших действия наступавших. Наступление 29-й армии остановилось в 6 км от Ржева. Противник сумел создать здесь глубоко эшелонированную линию обороны.
10 августа части дивизии при поддержке 143-й отдельной танковой бригады перешли в наступление в районе Дубровки.
В этих боях особо отличились артиллеристы 1098-го пушечного артиллерийского полка, ураганным огнём разрушавшие ДЗОТы и другие укрепления противника.
В сентябре 1942 года 375-я стрелковая дивизия воевала в составе 30-й армии Западного фронта. Армия периодически вела наступательные бои с целью освобождения новых населенных пунктов.
21 сентября штурмовым группам 215-й, 369-й и 375-й стрелковых дивизий удалось ворваться в северную часть города Ржева, однако советским частям не удалось развить успех и город остался в руках противника до 3 марта 1943 года.

### 1943 год. Курская битва

План операции «Цитадель» командования вермахта. 1943 г.

В середине февраля 1943 года 375 сд была переброшена в район Ельца и передана в состав 21-й армии (генерал-лейтенант И. М. Чистяков) Центрального фронта (генерал-полковник К. К. Рокоссовский), затем с середины апреля- в составе Воронежского фронта. С 1 мая 1943 г. 21-я армия переименована в 6-ю гвардейскую армию.
В течение 1943 года 375-я дивизия сражалась в составе 6-й гвардейской армии Воронежского фронта, 69-й армии Степного фронта (И. С. Конев, август — октябрь 1943 г.), 53-й армии 2-го Украинского фронта (ноябрь 1943 г. — май 1945 г.).
В конце марта 1943 года 375-я стрелковая дивизия вошла в состав 6-й гвардейской армии (генерал-лейтенант И. М. Чистяков). Дивизия получила приказ оборонять Обоянское шоссе и железную дорогу, идущие на город Курск и готовилась к оборонительным боям на рубеже Ерик-Шопино-Чёрная поляна.

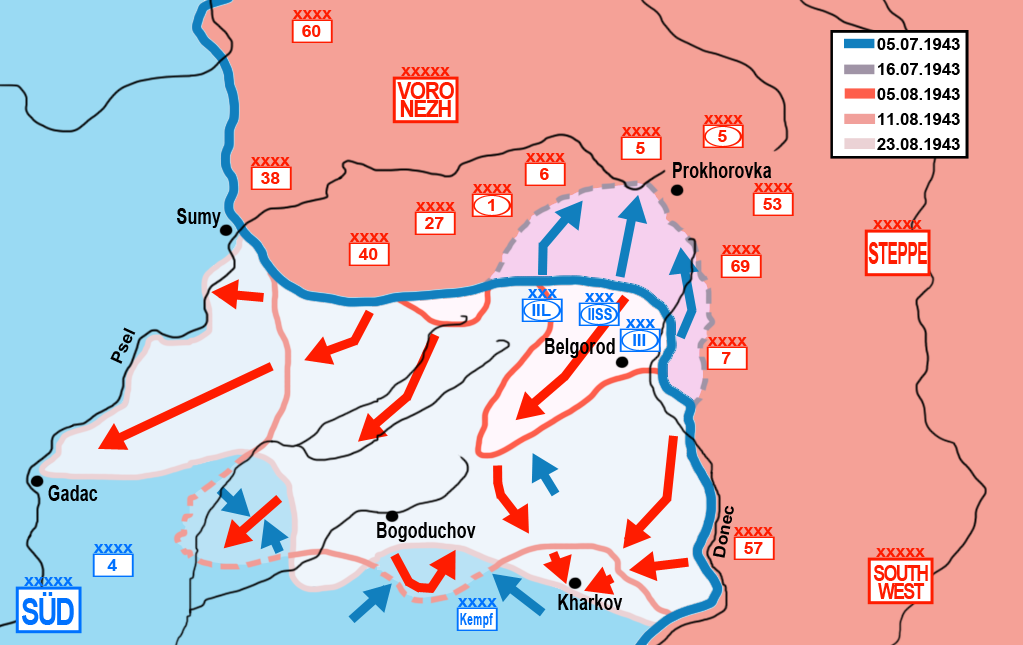
Курская битва. Бои в южной части дуги. 1943 г.

5 июля по 23 августа 1943 года продолжалась Курская битва, которая завершила перелом в ходе войны. Бойцы 375-й и 52-й гвардейской стрелковой дивизии мужественно обороняли свой рубеж вдоль Обоянского шоссе. Противник вводил в бой новые свежие силы и повторял атаки за атакой. В середине дня 5 июля противник прорвал оборону 52-й гвардейской стрелковой дивизии. Возникла угроза окружения 375-й сд, но дивизия не отступила.(см.Сражение под Прохоровкой)
6 июля бойцы 375-й стрелковой дивизии и 496-го истребительно-танкового полка, прибывшего на помощь, в течение дня отбили 12 атак противника.

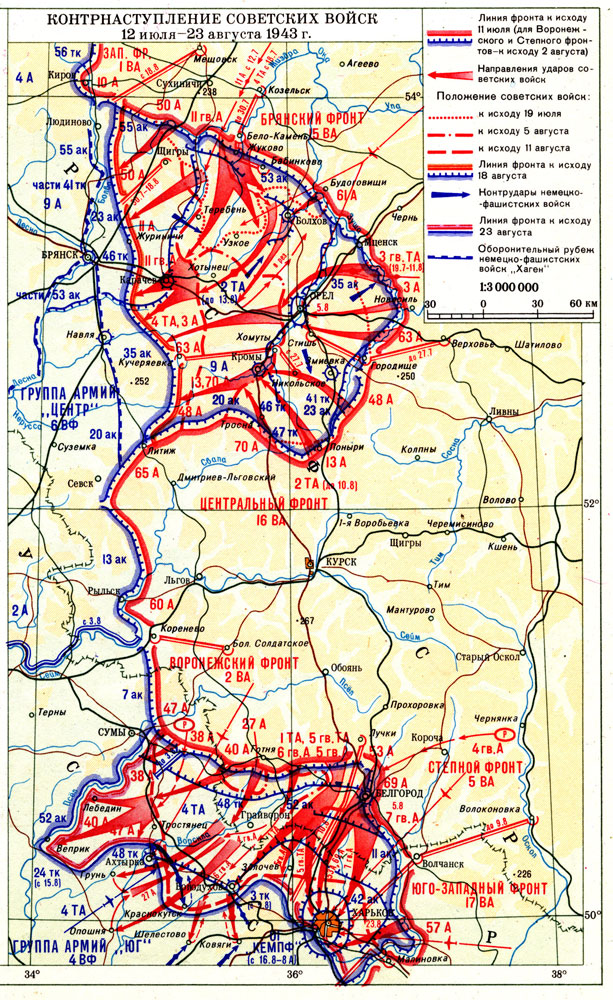
Контрнаступление советских войск под Курском. Июль-август 1943 г.

С 10 на 11 июля дивизия была выведена на новый рубеж.
К исходу 17 июля передовые отряды 6-й гвардейской армии и 5-й гвардейской танковой армии смогли продвинуться на 2— 5 км и заняли урочище Ситное, совхоз Комсомолец и Сторожевое (Прохоровский район, 8 км до Прохоровки).
На южном фасе выступа стратегическое наступление силами Воронежского и Степного фронтов началось 3 августа (Операция «Полководец Румянцев»- завершающая операция Курской битвы).
В ходе Белгородско-Богодуховской операции, в которой активное участие приняли подразделения 375-й сд, 5 августа был освобождён город Белгород, 7 августа — Богодухов.
23 августа войска Степного фронта штурмовали Харьков и к полудню освободили его юго-западную часть, но бои под Харьковом продолжались до 30 августа.
Приказом Главнокомандующего от 23 августа, как особо отличившейся в боях за освобождение Харькова, 375-й стрелковой дивизии было присвоено почетное наименование «Харьковская».

### 1944—1945 гг. Освобождение УССР, Румынии, Венгрии, Чехословакии

Освобождение Праги. 1945 г.

В 1944 году 375-я дивизия передавалась в состав 4-й гвардейской армии, 53-й армии и 5-й танковой армии 2-го Украинского фронта. Дивизия участвовала в Корсунь-Шевченковской операции (24 января- 16 февраля 1944 г., 4-я гв.армия), 2—29 августа 1944 года в Ясско-Кишиневской операции (53-я армия).
В результате произошедшего в Румынии августовского восстания 1944 года Румыния заявила о своем выходе из войны на стороне Германии, но в стране ещё оставались немецкие войска. 375-я стрелковая дивизия в составе 69-й армии приняла участие в боях против немецких войск в направлении на Бухарест (Бухарестско-Арадская операция 30.08.- 3.10.44).
31 августа 1944 года дивизии было присвоено наименование Бухарестская.
В 1945 году 375-я стрелковая дивизия в составе 7-й гвардейской армии 2-го Украинского фронта (генерал-лейтенант М. С. Шумилов) участвовала во взятии Будапешта, в боях за освобождение территории Венгрии, части территории Австрии и Чехословакии (Пражская наступательная операция).

## Награды
- 23 августа 1943 года — почётное наименование «Харьковская» — присвоено приказом Верховного Главнокомандующего от 23 августа 1943 года в ознаменование освобождения Харькова.
- 17 сентября 1944 года — почётное наименование «Бухарестская» — присвоено приказом Верховного Главнокомандующего № 0315 от 17 сентября 1944 года за отличие в боях с немецкими захватчиками на подступах к Бухаресту.
- 17 мая 1945 года —  Орден Красного Знамени — награждена указом Президиума Верховного Совета СССР от 17 мая 1945 года за образцовое выполнение заданий командования в боях немецкими захватчиками при овладении городами Малацки, Брук, Превидза, Бановице и проявленные при этом доблесть и мужество.[9]

## Командование

### Командиры
- Воронцов, Василий Григорьевич (01.09.1941 — 27.02.1942), генерал-майор[10];
- Соколов, Николай Александрович (28.02.1942 — 04.10.42), генерал-майор;
- Говоруненко, Пётр Дмитриевич (06.10.42 — 06.12.43), полковник;
- Свиридов, Пётр Иванович (07.12.43 — 20.12.43), генерал-майор;
- Якшин, Аким Васильевич (21.12.43 — 15.01.44), генерал-майор;
- Цыганков, Никита Ефимович (16.01.44-09.03.44), полковник;
- Карпухин, Василий Дмитриевич (10.03.44- 11.05.45), генерал-майор.

### Начальники штаба
- Помосковнов, Семен Григорьевич (08.41-01.42), майор;
- Куляко, Георгий Петрович (01.42 — 03.42), полковник;
- Говоруненко, Пётр Дмитриевич (03.42 — 10.42), полковой комиссар;
- Степанов, Михаил Семёнович (10.42 — 05.43), майор;
- Лошко, Константин Михайлович (06.43 — 05.44), подполковник;
- Забелотский, Давид Мартынович (05.44 — 10.44), подполковник;
- Капошин, Алексей Александрович (10.44 — 03.45), полковник;
- Васильев, Вячеслав Иванович (04.45 — 09.45), подполковник

### Комиссары
- Полковой комиссар Ряпосов, Николай Иванович[11]

### Начальники политотдела
- Старший батальонный комиссар Айнутдинов Сергей Хусаинович

## Состав
- управление;
- 1241-й стрелковый полк (Савинко Ф. Н., Селенкович И. Т.,Ясновский А. А., Карклин Н. А., Парамошкин А. Н., др);
- 1243-й стрелковый полк (Бояров Т. А., Чернозерский С. В., Петров В. А., Деващенок И. А., Куляко Г. П , Ратников А. С, Ильин М. Т. Фролов В. М. и др.);
- 1245-й стрелковый полк (Румянцев Е. Ф., Чернозерский С. В., Деващенко И. А., Бессмертный Л. А. и др.);
- 932-й артиллерийский полк (Бабчук А.В, Губорев П. Т., Дучков И. И. и др.);
- 244-й отдельный истребительно-противотанковый дивизион (с 13.5.42 г.);
- 431-я разведывательная рота;
- 436-й сапёрный батальон;
- 820-й отдельный батальон связи (84 отдельная рота связи);
- 454-й медико-санитарный батальон;
- 447-я отдельная рота химзащиты;
- 484-я автотранспортная рота;
- 223-я полевая хлебопекарня;
- 792-й дивизионный ветеринарный лазарет;
- 1443-я полевая почтовая станция;
- 742-я полевая касса Госбанка.

## В составе
Соединение на дату входило в состав фронта (округа) — армии (№ А) — корпус (№ ск): 
- на 01.09.1941 г. — Уральский ВО — формирование;
- на 01.11.1941 г. — Уральский ВО — формирование;
- на 01.12.1941 г. — Резерв ставки ВГК — 28 А;
- на 01.01.1942 г. — Калининский фронт — 29 А;
- на 01.02.1942 г. — Калининский фронт — 30 А;
- на 01.04.1942 г. — Калининский фронт — 30 А;
- на 01.05.1942 г. — Калининский фронт — фронтовое подчинение;
- на 01.06.1942 г. — Калининский фронт — фронтовое подчинение;
- на 01.07.1942 г. — Калининский фронт — 58 А;
- на 01.08.1942 г. — Калининский фронт — 58 А;
- на 01.09.1942 г. — Западный фронт — 30 А;
- на 01.01.1943 г. — Западный фронт — 30 А;
- на 01.02.1943 г. — Западный фронт — фронтовое подчинение;
- на 01.03.1943 г. — Центральный фронт — 21 А;
- на 01.04.1943 г. — Воронежский фронт — 21 А;
- на 01.05.1943 г. — Воронежский фронт — 6 гв. А — 23 гв.ск;
- на 01.07.1943 г. — Воронежский фронт — 6 гв. А — 23 гв.ск;
- на 01.08.1943 г. — Степной фронт — 69 А — 48 ск;
- на 01.09.1943 г. — Степной фронт — фронтовое подчинение — 76 ск;
- на 01.10.1943 г. — Степной фронт — 53 А — 74 ск;
- на 01.11.1943 г. — 2 Укр. фронт — 53 А — 75 ск;
- на 01.12.1943 г. — 2 Укр. фронт — 53 А — 75 ск;
- на 01.01.1944 г. — 2 Укр. фронт — 4 гв. А — 20 гв.ск;
- на 01.02.1944 г. — 2 Укр. фронт — 4 гв. А — 21 гв.ск;
- на 01.03.1944 г. — 2 Укр. фронт — 53 А — 49 ск;
- на 01.11.1944 г. — 2 Укр. фронт — 53 А — 49 ск;
- на 01.12.1944 г. — 2 Укр. фронт — 53 А — 24 гв.ск;
- на 01.01.1945 г. — 2 Укр. фронт — 53 А — 49 ск;
- на 01.02.1945 г. — 2 Укр. фронт — 7 гв. А — 25 гв.ск;
- на 01.03.1945 г. — 2 Укр. фронт — 7 гв. А;
- на 01.04.1945 г. — 2 Укр. фронт — 7 гв. А — 27 гв.ск;
- на 01.05.1945 г. — 2 Укр. фронт — 7 гв. А — 27 гв.ск.